# Francesco Rosselli

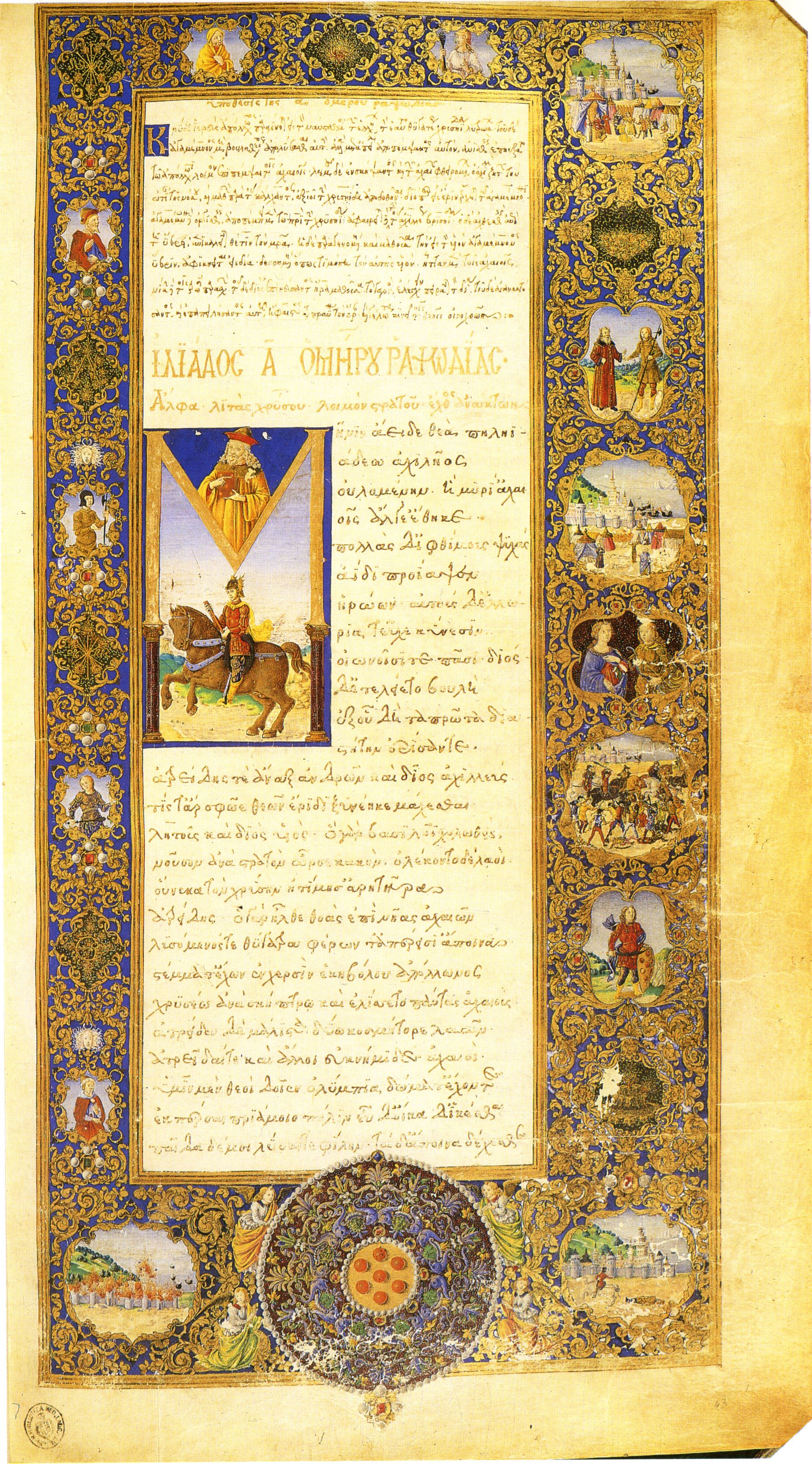
Miniaturen Rossellis in einer Handschrift der Ilias. Florenz, Biblioteca Medicea Laurenziana, Plut. 32.4, fol. 43r

Francesco Rosselli (* 1445 in Florenz; † zwischen 1508 und 1513 ebenda) war ein italienischer Miniaturenmaler und bedeutender Kupferstecher. Sein Halbbruder Cosimo Rosselli war ebenfalls Künstler und an der Ausgestaltung der Sixtinischen Kapelle beteiligt.

## Tätigkeitsfelder
Es sind hochwertige Erstdrucke bekannt, die auf Rossellis Kupferplatten zurückgehen. Er wird auch als Kartograph bezeichnet, wenngleich die dazu erforderliche Recherche wohl nicht zu seinem Aufgabenbereich gehörte, welcher sich eher auf das Kupferstechen, Dekorieren und Verkaufen der von anderen gezeichneten Karten beschränkte. Er erstellte Stiche vieler bedeutender Karten, einschließlich einer der ersten gedruckten Weltkarten, die die von Christoph Kolumbus entdeckten Gebiete abbildeten. Frühere Karten, die bereits das heute sogenannte Amerika zeigten, waren von Hand kopiert worden. Allerdings ist umstritten, ob ihm einige Drucke, die ihm zugeschrieben werden, tatsächlich zuzuordnen sind, da verschiedene Stichel- bzw. Gravierstile angewendet wurden. Dies mag auf verschiedene Künstler in seiner Werkstatt oder auf das Beherrschen verschiedener Stile, durch ihn oder seine Mitarbeiter, zurückzuführen sein.

## Wirken in Florenz
Rosselli malte Buchillustrationen für einige der aufwändigsten Werke, die im Florenz des 15. Jahrhunderts hergestellt wurden, darunter Abschriften der Geographia des Ptolemäus und liturgischer Werke für die städtische Kathedrale. Womöglich hat er auch Tafelbilder geschaffen. Das sogenannte Tavola Strozzi, welches die Rückkehr der aragnosesischen Flotte nach der Schlacht von Ischia aus der Perspektive eines Blickes auf die Bucht von Neapel zeigt, wurde ihm gelegentlich zugeschrieben. Rossellis Kupferstiche waren stark von den Bildern seines florentinischen Landsmannes Sandro Botticelli beeinflusst. Inmitten seiner am besten bekannten Arbeiten findet sich eine Abfolge von 15 Stichen des Lebens der Jungfrau und von Christus.

## Wirken außerhalb von Florenz
In den achtziger Jahren des 15. Jahrhunderts verließ er Florenz aufgrund von Schulden, die sein Bruder verursacht hatte, in Richtung Ungarn. Dabei ließ er Frau und Kinder mit seinem Halbbruder Cosimo zurück. In Ungarn erstellte er Karten für den König Ungarns. Nachdem er nach Florenz zurückgekehrt war, eröffnete er ein Geschäft, in dem er seine Kupferstiche verkaufte.
Es wird angenommen, dass Rosselli der Kupferstecher einiger den Ausgaben der Geographia des Ptolemäus hinzugefügter Karten ist, die 1480 bis 1482 in Florenz aufgelegt wurden. Für 1503 und 1508 geht aus Aufzeichnungen hervor, dass er sich zu dieser Zeit in Venedig aufhielt.

## Ausübung eines „Kartengewerbes“
In seinem Geschäft verkaufte er auch Karten; es ist das erste bekannte Geschäft, in dem Karten in kaufmännischer Weise vertrieben wurden. Seine beiden berühmtesten Karten sind auf 1506 und 1508 datiert. Die Contarini-Rosselli-Karte, seine einzige signierte und datierte Arbeit aus dem Jahre 1506, war die erste gedruckte Karte, die die Neue Welt abbildete.